# Felix Ehrenhaft
Felix Ehrenhaft (* 24. April 1879 in Wien, Österreich-Ungarn; † 4. März 1952 ebenda) war ein österreichischer Physiker. Von ihm stammen Arbeiten zu experimentellen Ladungsmessungen, zur Atomphysik und zum optischen Verhalten von Metallkolloiden.

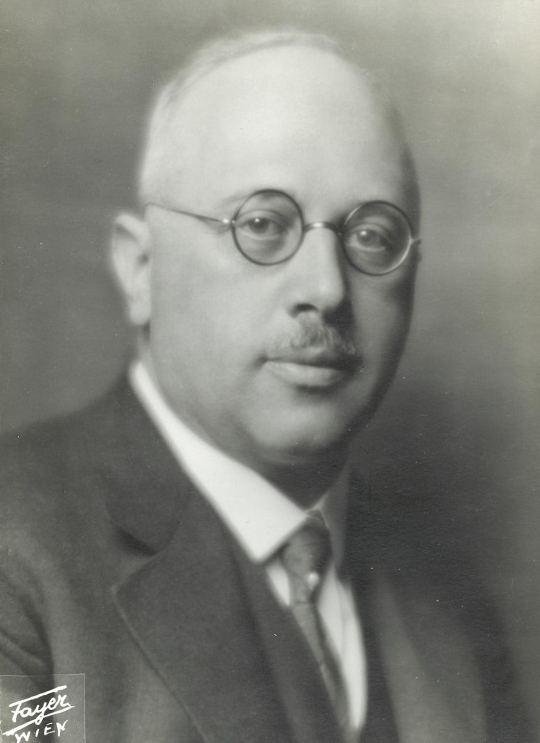
Aufnahme aus 1927 (Studio Pietzner & Fayer)

## Leben
Er wurde 1879 als Sohn des Arztes Leopold Ehrenhaft (1846–1939) und seiner Ehefrau Louise Egger (1858–1939), der Tochter eines ungarischen Industriellen, in Wien geboren. Nach Absolvierung des Gymnasiums studierte er an der Universität Wien bei Viktor von Lang, Ludwig Boltzmann und Franz Serafin Exner Physik und promovierte 1903 am Physikalischen Institut unter der Leitung von Exner zum Dr. phil. über das optische Verhalten der Metallkolloide und deren Teilchengröße. Ab 1904 war er Assistent am I. Physikalischen Institut unter Franz Serafin Exner, 1905 erfolgte die Habilitation, 1912 wurde er außerordentlicher Professor, 1920 ordentlicher Professor und Vorstand des neu gegründeten III. Physikalischen Instituts der Universität Wien. 1938 musste Ehrenhaft als Jude Österreich verlassen und setzte seine Arbeiten zunächst in England, dann in USA fort. 1947 kehrte er nach Wien zurück als Vorstand des I. Physikalischen Instituts. Er hatte allerdings nur den Status eines Gastprofessors, weswegen man ihm in Wien auch eine Pension verweigerte.  Er wurde am Döblinger Friedhof bestattet.
Ehrenhaft war seit 1908 mit der Physikerin Olga Ehrenhaft-Steindler verheiratet.

## Bedeutung
Entscheidend war seine frühzeitige Beschäftigung mit dem Ultramikroskop von Henry Siedentopf und dessen Lehrer und Nobelpreisträger für Chemie Richard Zsigmondy. Mit einer Arbeit über die bei Flüssigkeiten bekannte Brownsche Molekularbewegung in Gasen wurde er 1910 von der Wiener Akademie der Wissenschaften mit dem Lieben-Preis ausgezeichnet. Gleichzeitig und unabhängig von Robert Millikan entwickelte er 1909 eine heute als klassisch anzusehende Methode zur Bestimmung der Ladung kleiner Teilchen. Während Millikan die Bewegung von Flüssigkeitströpfchen im elektrischen Feld untersuchte, arbeitete Ehrenhaft mit festen Aerosolteilchen, deren Bewegung wegen ihrer unregelmäßigen Form viel schwerer vorherzusagen war als bei den kugelförmigen Tropfen von Millikan. Für seine Bemühungen zur Lösung des Problems der Elementarladungen erhielt er von der Wiener Akademie der Wissenschaften 1917 den Haitinger-Preis. Die internationale Anerkennung (einschließlich eines Nobelpreises) erhielt aber überwiegend Millikan.
Ab 1930 war ein Abgleiten vom Mainstream der klassischen Physik zu erkennen mit einer jahrelangen Verwicklung in einen wissenschaftlichen Streit. Da er außerdem sehr auf seine öffentliche Geltung bedacht war, gab es über ihn viele Anekdoten. Sein Haus war Treffpunkt von Naturwissenschaftlern und Künstlern in Wien, und bei einer Gelegenheit lud er auch Albert Einstein zu Vorträgen nach Wien ein.
Die Vorlesung „Einführung in die Physik“, die Ehrenhaft ab 1947 nach seiner Rückkehr an der Universität Wien hielt, war eindrucksvoll und vergnüglich. Sie konnte allerdings verwirrend für angehende Studenten sein, da er in wesentlichen Aspekten dem „accepted body of knowledge“, also der allgemeinen Lehrmeinung, widersprach:
- Ehrenhaft war überzeugt, dass elektrische Ladungen in der Natur nicht immer ganzzahlige Vielfache der elektrischen Elementarladung e, der Ladung des Elektrons (1,6*10−19 C), sind, sondern dass es auch kleinere Ladungen gibt. Um die Messung der Elementarladung entspann sich ab 1910 eine Auseinandersetzung mit Robert Millikan (auch als Kampf um das Elektron bezeichnet),[6] der sich schließlich durchsetzte. Ehrenhaft hatte im Gegensatz zu Millikan verschiedene und teilweise viel kleinere Ladungen gemessen (bis zu einem Tausendstel des heutigen Werts).

- Ehrenhaft war überzeugt, dass bei einem Permanentmagneten die beiden Pole nicht immer gleich stark sind, sondern dass es auch einzelne Magnetpole (Magnetischer Monopol) gibt, d. h. Teilchen, die einen Überschuss von Nord- oder Südmagnetismus aufweisen.

In Ehrenhafts Vorlesung wurden höchst eindrucksvolle Experimente gezeigt, u. a. zur „Photophorese“, also zur Bewegung kleiner Aerosolteilchen unter dem Einfluss des Lichts. Es gab gerade Bahnen, Kreisbahnen und Schraubenbahnen zu bewundern (vgl. Ehrenhafts Artikel aus den Jahren 1951 und 1952, s. u.). Erst viele Jahre später konnte Hans Rohatschek (einer seiner ehemaligen Assistenten) durch Rechnung zeigen, wie sich diese komplizierten Bewegungen durch Radiometerkräfte erklären lassen (Radiometer nennt man die kleinen Flügelrädchen in einer Glaskugel unter niedrigem Luftdruck, auf einer Seite geschwärzt, die sich im Licht drehen).
Auch die Ehrenhaftschen Resultate der Nicht-Ganzzahligkeit von e und der scheinbaren einzelnen Magnetpole lassen sich laut Rohatschek (s. u.) heute durch Photophorese im elektrischen bzw. magnetischen Feld erklären. Noch Ende der 1940er Jahre suchte er in Wien nach magnetischen Monopolen in der kosmischen Höhenstrahlung.
Paradoxerweise wurde die Suche nach Teilchen mit einer Ladung kleiner als e, und die Suche nach magnetischen Monopolen einige Jahre nach Ehrenhafts Tod wieder aktuell. Als sich herausstellte, dass Protonen und Neutronen aus Quarks bestehen mit einer Ladung {\displaystyle e/3} bzw. {\displaystyle 2e/3}, suchte man nach solchen freien Teilchen, aber ohne Erfolg: offenbar können sich die Quarks nur im Innern von Hadronen frei bewegen. Die Suche nach einzelnen Magnetpolen wurde seit 2006 am Teilchenbeschleuniger Tevatron in den USA intensiv betrieben (s. u.), allerdings bis jetzt ohne Erfolg. Ab 2015 wird mit dem MoEDAL (Monopole and Exotics Detector at the LHC) am CERN im Kanton Genf in der Schweiz erneut nach magnetischen Monopolen gesucht.

## Schriften
- Felix Ehrenhaft: Das optische Verhalten der Metallkolloide und deren Teilchengröße, 1903.
- Felix Ehrenhaft: Über die Messung von Elektrizitätsmengen, die kleiner zu sein scheinen als die Ladung des einwertigen Wasserstoffions oder Elektrons und von dessen Vielfachen abweichen, Kais. Akad. Wiss. Wien, Sitzber. math.-nat. Kl. 119 (IIa) S. 815–867, 1910
- Felix Ehrenhaft: Das mikromagnetische Feld, 1926.
- Felix Ehrenhaft: Die longitudinale und transversale Elektro- und Magnetophorese, Phys. Zeit. 31, S. 478–485, 1930
- Felix Ehrenhaft: Stationary Electric and Magnetic Fields in Beams of Light, Nature 147: 25 (4. Januar 1941).
- Felix Ehrenhaft: The Magnetic Current, Science 94: S. 232–233 (5. September 1941).
- Felix Ehrenhaft und Leo Banet: The Magnetic Ion, Science 96: S. 228–229 (4. September 1942).
- Felix Ehrenhaft: The Magnetic Current in Gases, Physical Review 61: S. 733 (1942).
- Felix Ehrenhaft: Decomposition of Matter Through the Magnet (Magnetolysis), Physical Review 63: S. 216 (1943).
- Felix Ehrenhaft: Magnetolysis and the Electric Field Around the Magnetic Current, Physical Review 63: S. 461–462 (1943).
- Felix Ehrenhaft: Further Facts Concerning the magnetic Current, Physical Review 64: S. 43 (1943).
- Felix Ehrenhaft: New Experiments about the Magnetic Current, Physical Review 65: S. 62–63 (1944).
- Felix Ehrenhaft: The Magnetic Current, Nature 154: S. 426–427 (30. September, 1944).
- Felix Ehrenhaft: Über die Photophorese, die wahre magnetische Ladung und die schraubenförmige Bewegung der Materie in Feldern (Übersichtsartikel über sein Lebenswerk Teil 1), Acta Physica Austriaca 4: S. 461–488 (1951).
- Felix Ehrenhaft: Über die Photophorese, die wahre magnetische Ladung und die schraubenförmige Bewegung der Materie in Feldern (Übersichtsartikel über sein Lebenswerk Teil 2), Acta Physica Austriaca 5: S. 12–29 (1952).